# Sajómező
Sajómező (Poienile Izei) település Romániában, a Partiumban, Máramaros megyében.

## Fekvése
A Lápos-hegység északi oldalán, az Iza bal oldali mellékfolyójának a Sajóvíz-nek a forrásvidékén, Izakonyhától nyugatra, Glod, Batiza és Sajó közt fekvő település.

## Története
Sajómező nevét 1430-ban említette először oklevél Sajo-Polyana, Palyana néven.
1431-ben Pollyana, 1453-ban Polyana, 1605-ben Sajo Poiana, 1888-ban Sajópolyána, 1913-ban Sajómező néven írták.
1910-ben 1144 lakosából 185 német, 958 román volt. Ebből 959 görögkatolikus, 185 izraelita volt.
A trianoni békeszerződés előtt Máramaros vármegye Izavölgyi járásához tartozott.
1995-ben vált ki Batiz községből és vált önálló községgé.

## Nevezetességek
- Görögkatolikus fatemploma 1604-ben épült, Szent Piroska tiszteletére. A templom 1999-től az UNESCO világörökség része; a világörökség részévé lett 8 máramarosi fatemplom közül a legrégibb, amely azonban nagyon jó állapotban maradt fenn. Jellemzője a szentély négyszög alakú alaprajza, a szentélyzáródás, valamint a mennyezetet félkörben ívelő, fából épített bolthajtás.

## Források

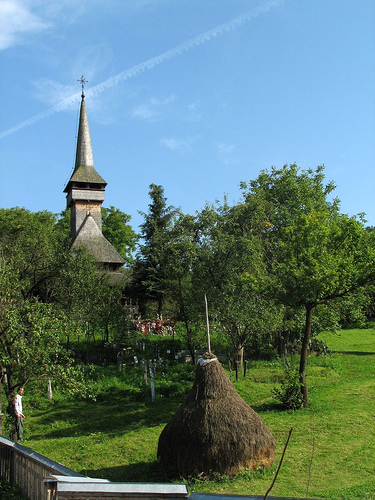
Sajómező fatemploma